# Đảng Xanh
Đảng Xanh là một đảng phái dựa theo các nguyên tắc của chính trị xanh, như công bằng xã hội, chủ nghĩa môi trường, và bất bạo động.
Những thành viên Đảng Xanh tin rằng những vấn đề này có mối liên hệ chặt chẽ và là tiền đề cho hòa bình thế giới.  Những cương lĩnh Đảng Xanh thường siết chặt những chính sách kinh tế dân chủ xã hội, và liên minh đến các đảng phái cánh tả khác.
Đảng Xanh đang tồn tại trên hơn 90 nước khắp thế giới; nhiều trong số đó là thành viên của nhóm Xanh Toàn cầu.